# Galaroza

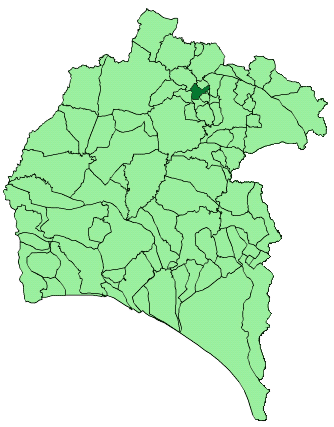
Bản đồ Galaroza, Huelva

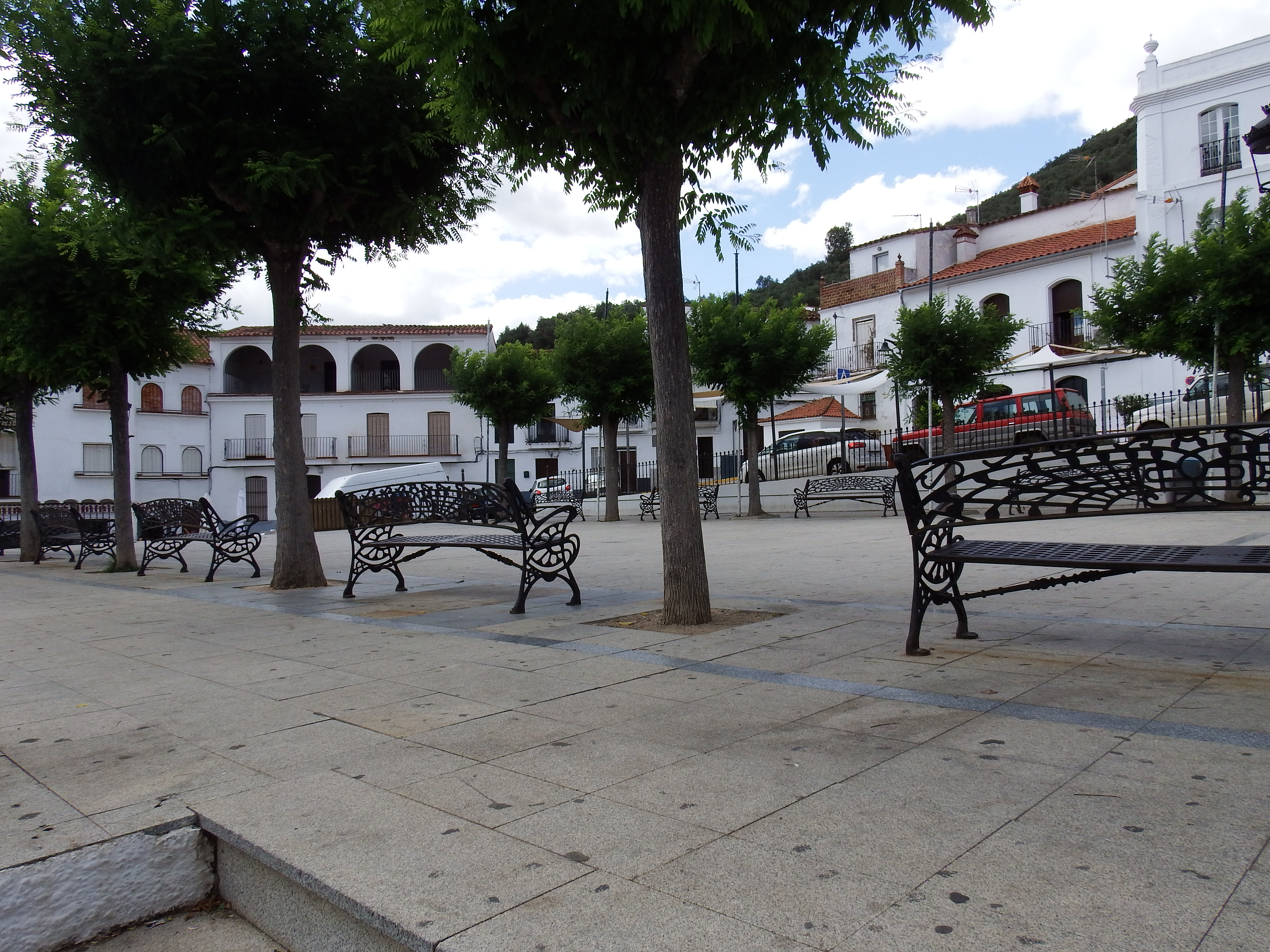

Galaroza là một thị trấn và đô thị ở tỉnh Huelva, Tây Ban Nha. Theo điều tra dân số năm 2005, thị trấn này có 1.642 dân. Năm 2007, ước dân số là 1.615 người. Thị trấn này có diện tích 22 km² và mật độ dân số 74,6 người/km². Tọa độ địa lý là 37º 55' độ vĩ bắc, 6º 42' độ kinh đông. Thị trấn này nằm ở độ cao 564m trên mực nước biển, cách tỉnh lỵ Huelva 117 km. Tại đây có Công viên tự nhiên Sierra de Aracena.